# Cranaothus
Cranaothus is een geslacht van kreeftachtigen uit de klasse van de Malacostraca (hogere kreeftachtigen).

## Soort
- Cranaothus deforgesi Ng, 1993